# فرودگاه بین‌المللی میسولا
فرودگاه بین‌المللی میسولا (به انگلیسی: Missoula International Airport) (به زبان بومی: Johnson-Bell Field) یک فرودگاه همگانی مسافربری با کد یاتا MSO است که یک باند فرود آسفالت دارد و طول باند آن ۲۸۹۶ متر است. این فرودگاه در کشور کانادا قرار دارد و در ارتفاع ۹۷۷ متری از سطح دریا واقع شده‌است.

## شرکت‌های هواپیمایی و مقصدهای پروازی
| شرکت‌های هواپیمایی                    | مقصدهای پروازی                                               |
| ------------------------------------ | ------------------------------------------------------------ |
| آلاسکا ایرلاینز اجرا توسط هوریزن ایر | پورتلند، سیاتل-تاکوما                                        |
| الیجنت ایر                           | مک‌کاران، فینکس-مسا، لس‌آنجلس فصلی: اوکلند                     |
| دلتا ایرلاینز                        | مینیاپولیس−سنت پل، سالت‌لیک‌سیتی فصلی: هارتسفیلد-جکسون آتلانتا |
| دلتا کانکشن                          | مینیاپولیس−سنت پل، سالت‌لیک‌سیتی فصلی: لس‌آنجلس، سیاتل-تاکوما   |
| فرانتیر ایرلاینز                     | فصلی: دنور                                                   |
| یونایتد ایرلاینز                     | فصلی: اوهر شیکاگو، دنور                                      |
| یونایتد اکسپرس                       | دنور فصلی: اوهر شیکاگو، سانفرانسیسکو                         |